# Primátorská tramvaj
Primátorská tramvaj je salónní vůz vyrobený roku 1900 ve smíchovské továrně Františka Ringhoffera. Společnost se tímto výrobkem prezentovala na pařížské Světové výstavě a po jejím skončení jej předala Praze. Město tuto tramvaj, označenou evidenčním číslem 200, využívalo ke slavnostním jízdám, nicméně při příležitostných jízdách ji mohli využít i další zájemci. Před první světovou válkou a v meziválečném období vůz jezdil také s návštěvníky hlavního města při vyhlídkových jízdách. Na počátku padesátých let 20. století prošel vůz úpravou, aby mohl vozit děti z mateřských škol. Tomuto účelu sloužil až do roku 1972. O sedm let později se stal součástí sbírek pražského Muzea městské hromadné dopravy a je vystaven ve střešovické vozovně v Praze. Od roku 2024 je národní kulturní památkou.

## Historie vozu

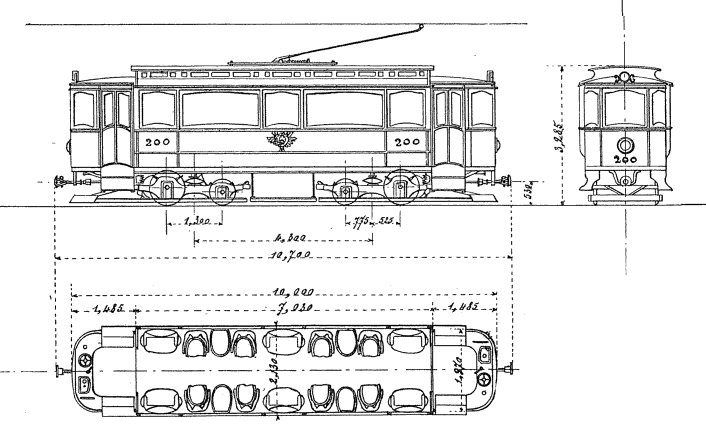
Nákres primátorské tramvaje při dodání

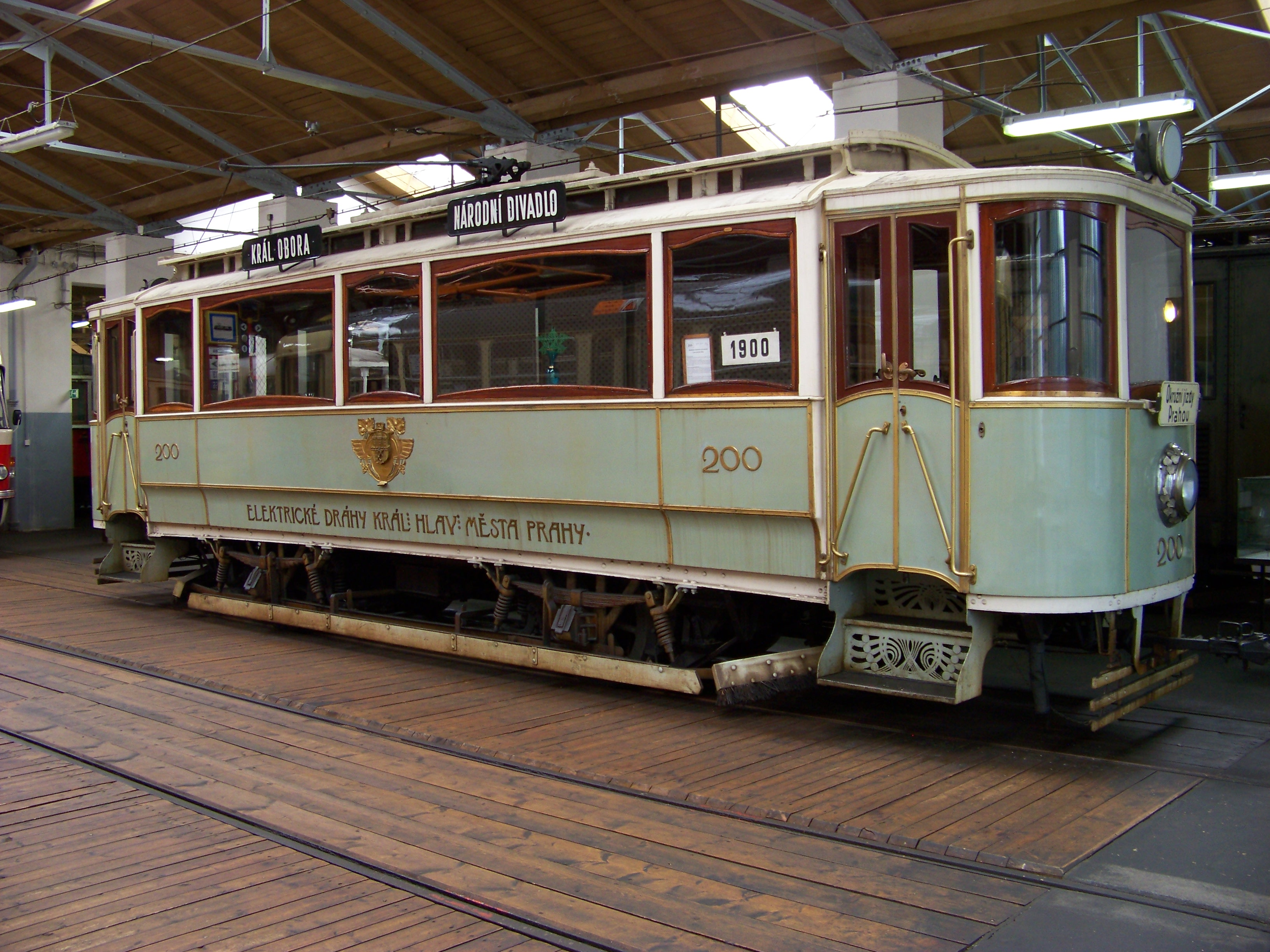
Vůz 200 v muzeu MHD ve Střešovicích

Vůz vyrobila společnost Františka Ringhoffera na Smíchově v roce 1900. Téhož roku jej prezentovala na Světové výstavě v Paříži. Po jejím skončení tramvaj roku 1901 věnovala pražské obci pro potřeby pražského primátora. Již od téhož roku však vůz mohly k příležitostným jízdám využívat i jiné veřejné instituce. Musely však s majitelem vozu uzavřít předběžnou objednávku a uhradit poplatek ve výši 30 korun. Přesto měli členové správní rady Elektrických podniků dojem, že vůz není dostatečně využíván. Od 10. dubna 1904 proto začal jezdit na pravidelné lince mezi Národním divadlem a Královskou oborou (Stromovkou). V provozu byl každý den za příznivého počasí od 14 do 20 hodin. Dospělí platili 32 haléřů, děti do deseti let věku 18 haléřů. Posléze se od roku 1912 občasně využíval k okružním jízdám Prahou. V období mezi první a druhou světovou válkou jezdil při slavnostním zahajování provozu na nově otvíraných tramvajových tratích. Současně si jej mohli zájemci pronajmout ke zvláštním jízdám, neboť dosavadní pravidelné vyhlídkové jízdy tramvajemi během roku 1927 skončily.
Od 1. července 1951 jej využívaly mateřské školy. Vůz tehdy dostal nový nátěr a koncem padesátých let nahradily ve vnitřní výbavě stolky a křesílka čtyři podélné řady laviček, přičemž uprostřed seděly děti zády k sobě. V roce 1961 se tramvaj objevila ve filmu Pohádka o staré tramvaji, ve kterém získala pojmenování „Terezka“. Pro mateřské školy fungovala až do roku 1972. Roku 1979 se stala exponátem pražského muzea městské hromadné dopravy, které jej zrekonstruovalo do podoby z let 1922 až 1951, tedy do podoby, v jaké jezdil nejdéle.
Roku 1998 byla sbírka historických vozidel včetně této tramvaje prohlášena za kulturní památku České republiky a o dvanáct let později, roku 2010, skončila její náročná, třicet let trvající rekonstrukce. Téhož roku se jí 26. května u příležitosti 110. výročí jejího vyrobení svezl tehdejší pražský primátor Pavel Bém, který s ní cestoval po trase Vozovna Střešovice – Pražský hrad – Malostranská – Staroměstská – Čechův most. Zpátky do vozovny se již vůz navrátil přes Pražský hrad bez primátora.
Na podzim roku 2023 vláda České republiky prohlásila vůz za národní kulturní památku České republiky, a to s účinností od 1. července 2024.

## Popis tramvaje
Celkový popis se vztahuje k podobě vozu v době její výroby v roce 1900. Pozdější provedené úpravy jsou popsány dále v textu. Tramvaj měla při výrobě délku přes spřáhla 10 710 mm, přičemž vlastní vozová skříň má na délku 10 000 mm. Její šířka činí 2 130 mm a výška 3 285 mm. Vůz byl původně vyroben se čtyřmi nápravami umístěnými na dvou podvozcích, vzdálenost jejichž otočných čepů činila 4 300 mm a rozvor náprav pak 1 300 mm. Průměr kol byl 800 a 600 mm. Hmotnost vozu původně dosahovala 11 190 kg, úpravami v pozdějších letech ovšem kolísala. Uvnitř tramvaje bylo k dispozici dvacet míst pro sedící a žádné ke stání. Podobu vozu navrhl český architekt Jan Kotěra v secesním stylu.

### Exteriér

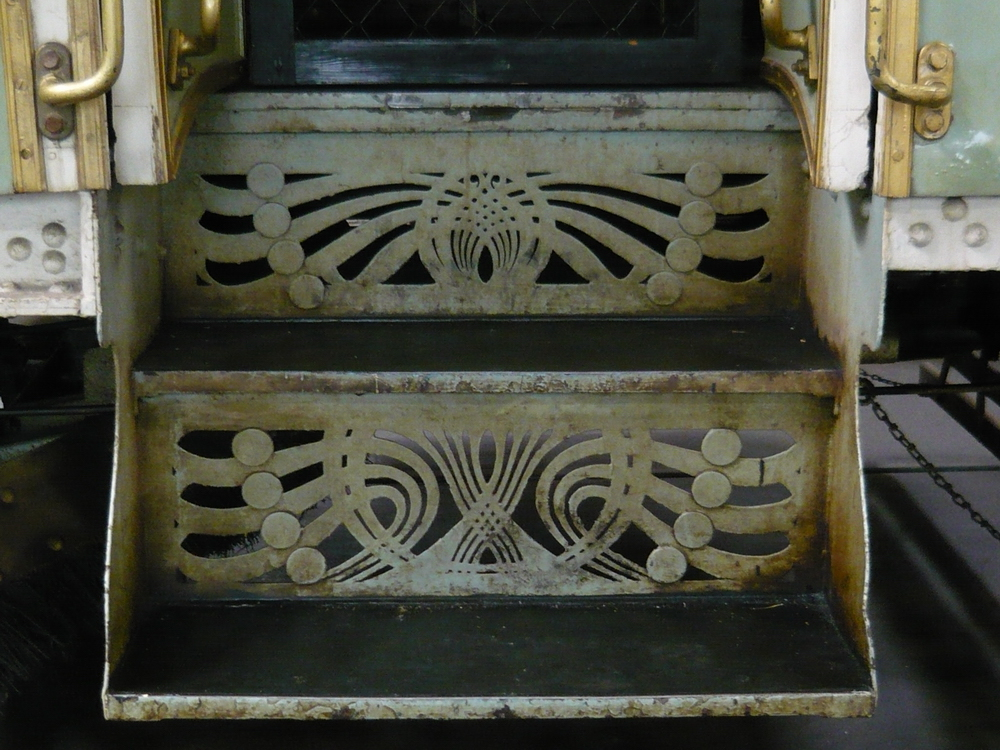
Detail schodů navržených architektem Kotěrou

Vozová skříň měla základ v podobě nýtovaného rámu z profilů. Na ně byla smontována kostra z tvrdého dřeva (z buku a dubu), kterou z vnější strany chránilo dole na bocích a na čelech oplechování.
Na bočních stranách tramvaje se nacházela vždy dvě velká, pevně osazená secesní okna. Mezi nimi a po jejich krajích byla okna menší, která se dala úplně stáhnout. Další spouštěcí okna se nacházela v čelech před řidičem na obou plošinách. Tu z obou boků uzavírala čelní rohová okna vyrobená ze silného oblého skla. Vstupy na plošinu – z každé strany vždy dva; jeden na přední plošinu a druhý na zadní – se daly uzavřít dvoukřídlými dveřmi.

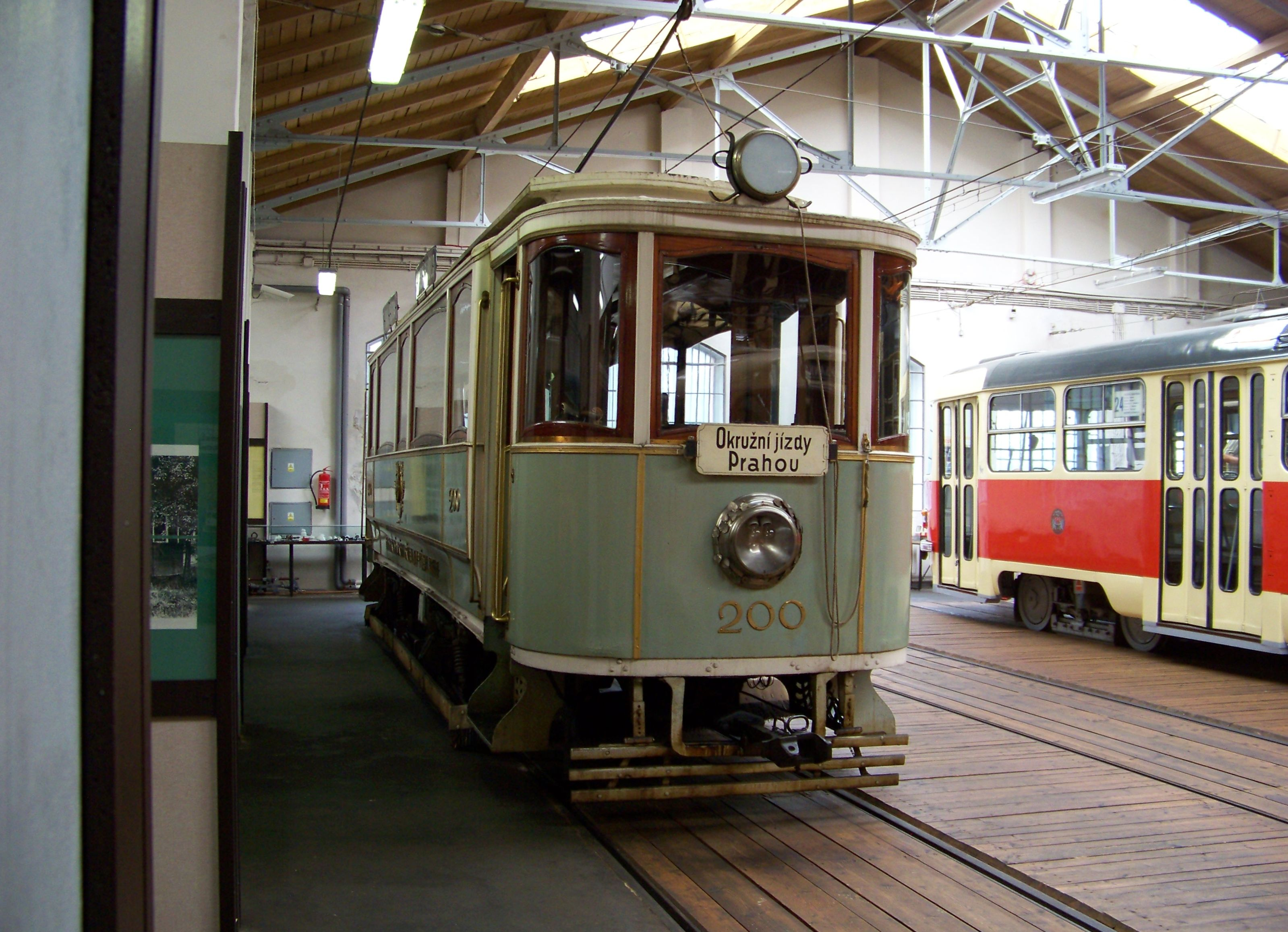
Čelo vozu vystaveného v muzeu

Vně vozu se na čelech nacházely střešní svítilny a dole velké světlomety. Lože střešních svítilen i ratolesti kolem hlavního světlometu odkazovaly k secesnímu ladění celého vozu. Vedle nich architekt Kotěra navrhl též podobu klik, kování, zadních stran schodů nebo tepaný podklad pod znakem hlavního města.
Vnější nátěr karosérie i pojezdových částí měl neobvyklou barvu, a sice světle zelenou s lehkým nádechem do olivova. Střecha, jejíž střední částí po celé délce vozu vedl větrací nástřešek vybavený sklopnými okénky ke zlepšení výměny vzduchu, měla světlé, krémové zbarvení. Doplňky na voze byly buď z mosazi, nebo nesly nátěr zlatou barvou. Secesně vyvedené cifry evidenčního čísla vozu („200“) i litery nápisu na boku, kde stálo „Elektrické dráhy král. hlav. města Prahy“, byly z leštěné mosazi.

### Interiér
Vnitřek vozu byl prostorný a komfortně vybavený. Jeho střední část dosahovala větších rozměrů, než měly vozy určené pro běžný provoz. Do vozu se vstupovalo z obou plošin dvoukřídlými posuvnými dveřmi osazenými v příčných přepážkách. Mezi nimi se v celé délce vozu vyvyšoval větrací nástřešek.
Pod velkými bočními okny se nacházely pevné stolečky, které z obou stran doplňovala otočná křesílka. Pod malými okny byla umístěná křesla, každé určené pro dva sedící. Uprostřed podlahu zakrýval vícebarevný koberec. Nábytek byl vyroben z ořechového dřeva a sedací souprava ještě navíc čalouněna kůží. Veškerý nábytek zdobily secesní mosazné motivy. Celý interiér salónu vozu včetně jeho stropu byl obložen dřevem a překližkami z různě zbarveného ořechu. U stropu osvětlovala prostor vozu dobová žárovková svítidla uzavřená do broušených skleněných ampulí. Naopak podlahu tvořily silnější smrkové palubky, které ve středním oddíle krylo nalepené korkové linoleum s mosaznými lištami na poklopech.
Plošiny měly boční obklad z ořechu, ale strop zde již patřil ke střeše celého vozu a tvořily jej tenké palubky. Nad plošinami se použilo lazurování a ze svrchní strany krylo střechu plátno napuštěné proti vlhkosti.

### Obsluha tramvaje
Řidiči a průvodčí, kteří s vozem jezdili, patřili ke zkušeným zaměstnancům podniku. Tramvaj se ovládala klikou kontroléru, rumpálem ruční brzdy a pákou brzdiče tlakovzdušné brzdy. Při řízení stál řidič na přední plošině. Naopak průvodčí pobýval na zadní plošině, aby měl přehled. Ke vzájemnému dorozumívání mezi řidičem a průvodčím sloužila píšťalka, popřípadě též nožní zvonec. Pokud chtělo osazenstvo vozu v salónu, tedy radní nebo jiní významní hosté, dát členům posádky nějaký signál, využili k tomu tlačítka, která se v salónu nacházela u stropu. Po jejich stisknutí se na obou plošinách rozezněl zvonek, jejž napájela malá akumulátorová baterie dobíjená přes odpor ze sítě 600 V.

### Elektrická výzbroj
Podvozky měly podobu „maximum traction“, kdy se na každém z nich nacházela dvě dvojkolí mající nestejný průměr. Větší z nich bylo hnací, vnější kolo. Menší pak kolo vnitřní, vodicí. Na hnacích dvojkolích se nacházely půlové motory značky Křižík mající výkon 2× 25 koní, tedy 2× 18,4 kW. Ty umožňovaly tramvaji dosáhnout rychlost 20 km/h. Odpružení každé osy zajišťovala půleliptická listová péra, přičemž u kolébky podvozku s čepem skříně se nacházela pera dvojitá, malá. Ruční brzda měla celkově osm brzdových špalků.
Elektrickou výzbroj vozu tvořily kontroléry značky Křižík, umožňující šest jízdních stupňů, a to tři sériové a tři paralelní, a dále čtyři stupně elektrodynamické brzdy. Pod vozem se nacházely předřadné odpory a na střeše tyčový sběrač s kladkou. Komfortní vybavení a tlakovzdušná výstroj měly za následek poměrně vysokou hmotnost vozu.

## Úpravy a rekonstrukce

### Před první světovou válkou
První úpravy se vůz dočkal v letech 1904 a 1905, kdy bylo na čelní strany doplněno ochranné zařízení proti přejetí tehdy nového systému SJCH (tedy Svoboda – Jirgl – Charvát). Tento systém zajišťoval, že po nárazu čelní síťky pod vozem do překážky nebo v případě povalení chodce spadla před kola smetadla. Další úprava proběhla po roce 1913, kdy dosavadní talířová spřáhla nahradil jeho tak zvaný pražský typ, čímž se délka vozu prodloužila na 10 860 mm, přičemž ale délka vozové skříně zůstala stejná.

### Meziválečné období
Během roku 1922 prošla rekonstrukcí celá spodní část vozu. Z původního čtyřnápravového se stal dvounápravový, volnoosý o rozvoru 3 600 mm s dvojitým vypružením listovými a vinutými pery. Tramvaj získala výkonnější, tlapově zavěšené motory 2× 40 koní (to jest 2× 29,4 kW). Vedle elektrodynamické brzdy disponoval vůz již pouze ruční osmišpalkovou brzdou. Před kola vozu navíc nově přibyly sypače, ovládané šlapkou a zařízení proti přejetí systému SJCH získalo laťovou narážecí mřížku pod vozem. Kontroléry, které se v tramvaji nově objevily, vyrobila společnost Škoda, měly sedm stupňů jízdy (čtyři sériové a tři paralelní) a šest stupňů do brzdy. Díky úpravám se hmotnost vozu snížila na 10 000 kg a došlo ke zvýšení nejvyšší dovolené rychlosti na 30 km/h.

### Druhá polovina 20.století

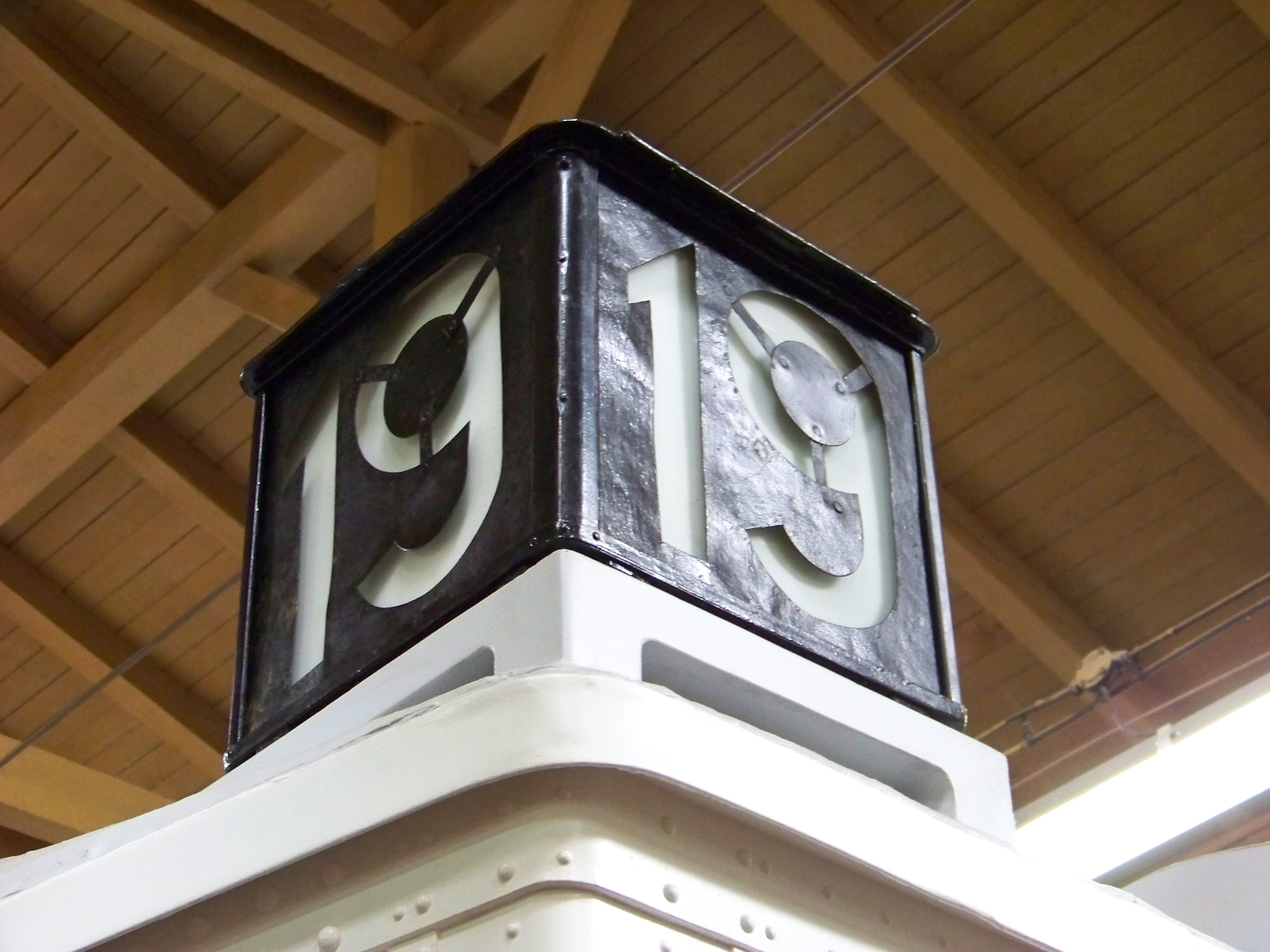
Střešní budník s označením linky číslo 19

Když se roku 1951 začala tramvaj používat pro mateřské školy, získala nový světle zelený nátěr a také nové kontroléry vyrobené společností ČKD, které ovšem měly totožné rozdělení stupňů jako doposavad používaný výrobek značky Škoda. Na konci padesátých let 20. století byly stolky a křesílka v interiéru salónu nahrazeny čtyřmi řadami podélných lavic osazenými na zvýšené podlaze. Původní střešní svítilny tehdy nahradily běžné trojboké linkové svítilny, tak zvané budníky. Do nich ovšem místo tabulky s číslem byla vložena destička s obrázkem sluníčka a vozu se proto začalo říkat „Sluníčko“.
Ve světle zeleném nátěru jezdila tramvaj až do roku 1961. Ten rok se po natočení filmu Pohádka o staré tramvaji její barva změnila na výraznou světle modrou. Děti ale denně vozila i nadále. Na zadní plošině se nacházela dřevěná truhla plná písku se dvěma kruhovými otvory uzavíratelná víkem. Sloužila coby nouzový záchod pro děti z mateřských škol.
Při další přestavbě v roce 1972 získal vůz opět nový nátěr modré, byť ne příliš výrazné, barvy. Současně došlo k výměně dosavadního kladkového za pantografový sběrač proudu. Do pojezdu přibyly elektromagnetické kolejnicové brzdy spolu s prodloužením rozsochy a instalací tvrdších per, což mělo za následek zvýšení vozu a tak nárůst jeho hmotnosti na 10 500 kg. S dětmi již dále ale tramvaj nejezdila, neboť se rekonstrukce nejevila příliš zdařile, a následně ji získalo podnikové muzeum, které tramvaj do svého otevření deponovalo ve vokovické vozovně.

### Muzejní úpravy
Během následujících rekonstrukcí prováděných v muzeu, se jejich autoři snažili navrátit tramvaji takový vzhled, jaký měla ve svém nejdelším provozním období, tedy mezi roky 1922 a 1951. Do roku 1981 se prováděly úpravy zevnějšku, včetně nového nátěru karosérie ve světle zelené barvě se světle krémovou střechou. O dva roky později (1983) prošla rekonstrukcí pojezdová část a roku 1992 celý vnitřek vozu (bez křesílek). Roku 2010 rekonstrukce skončila opravami interiéru tramvaje.